# Йомэнс, Амелия
Амелия Йоманс (урожденная Ле Сюр; 29 марта 1842, Квебек — 22 апреля 1913, Калгари, Канада) — канадский врач и суфражистка. Она и её взрослая дочь Лилиан стали первыми женщинами-врачами в Манитобе.

## Ранняя жизнь и образование
Йомэнс родилась 29 марта 1842 года в Квебеке в семье Питера Ле Сюра и Барбары Доусон. Её отец был государственным служащим. Она получила частное образование. Ле Сюр вышла замуж за врача Августуса А. Йомэнса 16 октября 1860 года в Квебеке. У них было две дочери.
После смерти Августа в 1878 году Амелия Йоманс вместе со своей дочерью Лилиан решили заняться медицинской профессией. Поскольку канадские медицинские школы не принимали женщин-студенток, Йомэнс и ее дочь поступили в медицинскую школу Анн-Арбор при Мичиганском университете. Йомэнс получила степень в 1883 году. Затем она переехала в Виннипег, где Лилиан уже практиковала акушерство и медицину. Вторая дочь Йоманса, Шарлотта, стала медсестрой и присоединилась к семье в Виннипеге в 1890 году.

## Карьера
Йомэнс и ее дочь часто лечили секс-работников, бездомных женщин и других лиц, содержащихся в местной тюрьме. Этот опыт побудил Йомэнс написать брошюру, рассказывающую женщинам о заболеваниях, передающихся половым путем. Брошюра была выпущена Союзом христианских женщин за воздержание (WCTU).
WCTU была первой англоязычной организацией в Манитобе, которая поддержала избирательные права женщин. В 1893 году Йомэнс работала в организации WCTU. 9 февраля 1893 г. Йомэнс и WCTU организовали имитацию парламента в театре Бижу в Виннипеге, организованную Арминдой Миртал Блейкли, и пригласили на него законодательный орган Манитобы [4]. Йомэнс сыграла премьер-министра, в то время как другие участники, включая Нелли Летицию Муни и Эллу Кора Хинд, представляли аргументы за и против.
В 1894 году Йомэнс помогла сформировать Ассоциацию равных франшиз в Манитобе.
Йомэнс была президентом WCTU в провинции с 1896 по 1897 год.

## Последующая жизнь и смерть
Дочь Йомэнса Шарлотта переехала в Калгари по работе в 1904 году. Йоманс и Лилиан последовали за ней туда.
Амелия Йомэнс умерла 22 апреля 1913 года в Калгари.